# Velasquez (race bovine)
Pour les articles homonymes, voir Velasquez (homonymie).
La velasquez est une race bovine originaire de Colombie. C'est une race de création récente, issue du métissage, en 1955, de romosinuano, brahmane et red Poll.

## Origine

Département de Caldas.

La race a été créée par José Velasquez dans son hacienda « Africa », dans le département de Caldas. C'est une région avec une amplitude thermique entre 18 et 35 °C. La pluviométrie annuelle varie de 2 500 à 3 500 mm, mais elle est inégalement répartie, deux périodes sèches existant en juillet-août et janvier-mars, sous l'influences de vents dominants. L'humidité de l'air varie de 75 % à 100 % en période de précipitation. Ces conditions correspondent à une végétation de type forêt tropicale humide exubérante. Le sol est de nature volcanique, le volcan Nevado del Ruizest voisin, et présente des déséquilibres minéraux.
Il a hybridé la race criollo romosinuano et la race zébu brahmane rouge. Les femelles F1 ont ensuite été couvertes par des taureaux de race britannique red poll. Les produits obtenus en seconde génération donnent satisfaction, avec 1/2 sang red poll, 1/4 de sang brahmane et 1/4 de sang romosinuano. Les sujets de cette génération sont alors sélectionnés sur les aptitudes pour créer le noyau de la race. 
EN 2018, il existait 2 113 individus.

## Morphologie
La race velasquez porte une robe rouge unie, dont les nuances individuelles varient du froment au rouge. Le pelage est court et brillant. La peau est lâche, mobile et pourvue de glandes sébacées et sudoripares. 
La tête a un front large et un chanfrein droit. Elle porte des oreilles de taille moyenne, mais pas de cornes. (caractère dominant hérité de la race red poll) Le cou est court et les taureaux ont une bosse au niveau du garrot. Le tronc est allongé, le dos droit et musclé. Les pattes sont de taille moyenne, les cuisses musclées et arrondies. 
Les taureaux pèsent en moyenne 750 kg et les vaches 500 kg.

## Élevage
Le mode de conduite de la hacienda « Africa » est extensif. Les animaux étant en liberté dans de grands pâturages. Toutefois, l'influence de l'homme a augmenté ces dernières années par la séparation des vaches en premier vêlage des autres. De plus, les vaches allaitantes sont regroupées par tranches d'âge de deux mois des veaux : ce mode de travail facilite les opérations à âge fixe, telles que le marquage aux oreilles, la vaccination ou le sevrage. En moyenne, un taureau pour 25 vaches est nécessaire, mais ce ratio descend à 10 vaches pour les primipares. De même, une rotation des pâtures permet une meilleure pousse de l'herbe et une meilleure maîtrise des herbes indésirables.
Le vêlage est facilité par la petite taille des veaux à la naissance, abaissant la dystocie à un taux quasi nul. La lactation permet la croissance des veaux, mais quelques vaches laitières permettent de compléter la ration des veaux dont la mère ne produit pas assez de lait.  
la race velasquez présente une remarquable rentabilité dans ce milieu chaud et humide, favorable aux maladies parasitaires, aux sécheresses restreignant l'accès à la nourriture. Les femelles sont fertiles et précoces, bonnes mères et les veaux sont en bonne santé et grandissent bien.

## Sources